# Yevgeny Belousov
Yevgeny Belousov (n. 26 mai 1962, Moscova, RSFS Rusă, URSS – d. 12 decembrie 2023) a fost un sănier ce a reprezentat Uniunea Republicilor Sovietice Socialiste, medaliat olimpic. A participat la două ediții ale Jocurilor Olimpice (1984, 1988) în care a câștigat o medalie de argint.